# Саскуэханна (округ)
Округ Саскуэханна (англ. Susquehanna County) располагается в штате Пенсильвания, США. Официально образован 21 февраля 1810 года. По состоянию на 2010 год численность населения составляла 43 356 человек.

## География
По данным Бюро переписи США, общая площадь округа равняется 2154,882 км2, из которых 2131,572 км2 суша и 25,9 км2 или 1,15 % это водоемы.

## Население
По данным переписи населения 2000 года в округе проживает 42 238 жителей в составе 16 529 домашних хозяйств и 11 785 семей. Плотность населения составляет 20 человек на км2. На территории округа насчитывается 21 829 жилых строений, при плотности застройки около 10 строений на км2. Расовый состав населения: белые — 98,54 %, афроамериканцы — 0,3 %, коренные американцы (индейцы) — 0,15 %, азиаты — 0,22 %, гавайцы — 0,01 %, представители других рас — 0,17 %, представители двух или более рас — 0,6 %. Испаноязычные составляли 0,67 % населения независимо от расы.
В составе 31,9 % из общего числа домашних хозяйств проживают дети в возрасте до 18 лет, 57,7 % домашних хозяйств представляют собой супружеские пары, проживающие вместе, 8,6 % домашних хозяйств представляют собой одиноких женщин без супруга, 28,7 % домашних хозяйств не имеют отношения к семьям, 24,3 % домашних хозяйств состоят из одного человека, 11,5 % домашних хозяйств состоят из престарелых (65 лет и старше), проживающих в одиночестве. Средний размер домашнего хозяйства составляет 2,53 человека, и средний размер семьи — 2,99 человека.
Возрастной состав округа: 25,5 % моложе 18 лет, 6,7 % от 18 до 24, 27,1 % от 25 до 44, 25,2 % от 45 до 64 и 25,2 % от 65 и старше. Средний возраст жителя округа 40 лет. На каждые 100 женщин приходится 98,9 мужчин. На каждые 100 женщин старше 18 лет приходится 95,8 мужчин.